# 俄勒冈州州道
俄勒冈州州道（英語：Oregon State Highway）是俄勒冈州境内由俄勒冈州运输部建设和维护的州级公路。